# Polardraba
Polardraba (Draba micropetala) är en korsblommig växtart som beskrevs av William Jackson Hooker. Enligt Catalogue of Life ingår Polardraba i släktet drabor och familjen korsblommiga växter, men enligt Dyntaxa är tillhörigheten istället släktet drabor och familjen korsblommiga växter. Arten har ej påträffats i Sverige. Inga underarter finns listade i Catalogue of Life.